# 엘런 홀리
엘런 홀리(Ellen Holly, 1931년 1월 16일~2023년 12월 6일)는 미국의 배우이다.

## 출연 작품

### 영화
- Take a Giant Step (1959)
- Great Performances - 리어왕 (1974)
- 스쿨 데이즈 (1988)

### 텔레비전
- 원 라이프 투 리브 (1968-85)
- 가이딩 라이트 (1988-93)
- In the Heat of the Night (1989-90)